# Euphorbia procopianii
Euphorbia procopianii là một loài thực vật có hoa trong họ Đại kích. Loài này được Savul. & Rayss mô tả khoa học đầu tiên năm 1925 publ. 1926.